# Барвінський Іполит Григорович
Іполи́т Григо́рович Барві́нський (1831, с. Шляхтинці, Тернопільський район, Тернопільська область — 17 травня 1885, с. Нестерівці, Зборівський район) — український священник, культурно-громадський діяч, літератор, краєзнавець.

## Життєпис
Син Григорій Барвінського. Брат Володимира, Івана, Олександра й Осипа Барвінських.
Закінчив духовну семінарію у Львові.
Парох у Білківцях і Нестерівцях, нині Зборівського району. В останньому селі розбудував приходство, мав велику бібліотеку, в його домі зупинялися вчені Іван Горбачевський, Іван Пулюй, єпископ (згодом митрополит) Йосиф Сембратович.
Автор нарису «Літопис села Нестерівці» (1881–1883), статей і заміток мовного, історичного та релігійного змісту.
Залишив матеріали до порівняльного словника (1881, українська, польська, латинська), а також гумористичні оповідання й анекдоти.